# 29 Persei
29 Persei, som är stjärnans Flamsteed-beteckning, är en ensam stjärna belägen i den norra delen av stjärnbilden, Perseus. Den har en skenbar magnitud på ca 5,16 och är svagt synlig för blotta ögat där ljusföroreningar ej förekommer. Baserat på parallax enligt Gaia Data Release 2 på ca 5,1 mas, beräknas den befinna sig på ett avstånd på ca 640 ljusår (ca 200 parsek) från solen. Den rör sig närmare solen med en heliocentrisk radialhastighet av ca –1,5 km/s. Stjärnan ingår i stjärnhopen Alfa Persei.

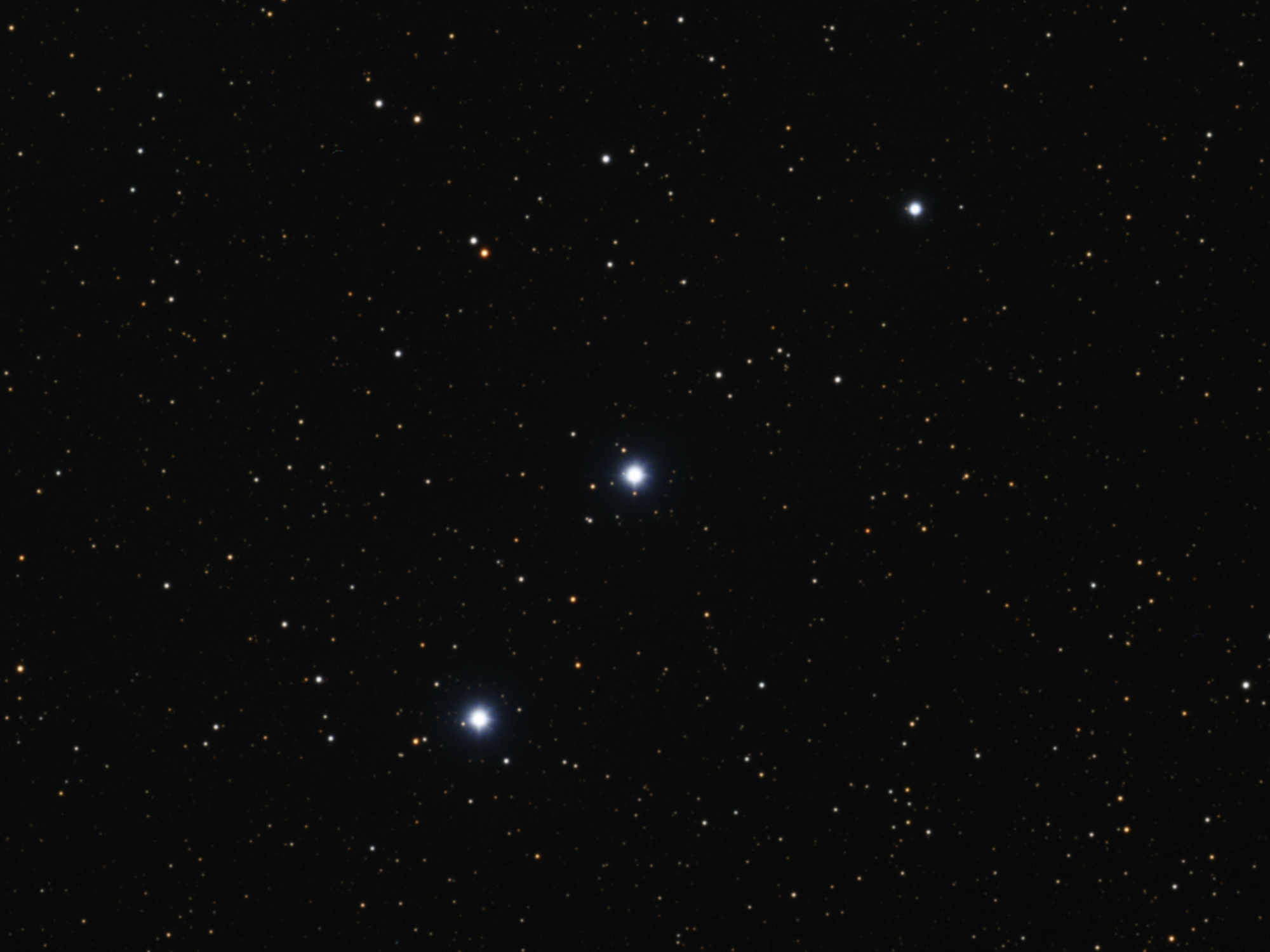
29 Persei är den ljusa stjärnan i mitten av bilden. 31 Persei är den ljusa stjärnan nere till vänster om 29 Persei.

## Egenskaper
29 Persei är blå till vit stjärna i huvudserien av spektralklass B3 V. Den har en massa som är ca 7 solmassor, en radie som är ca 4 solradier och utsänder ca 960 gånger mera energi än solen från dess fotosfär vid en effektiv temperatur på ca 16 100 K.